# Cookley (Worcestershire)
Cookley is een plaats in het bestuurlijke gebied Wyre Forest, in het Engelse graafschap Worcestershire. Het maakt deel van de civil parish Wolverley and Cookley.